# Lev Shtrum
Lev Yakovlevich Shtrum ((en ruso) Лев Яковлевич Штрум, 23 de noviembre de 1890, Melnyky, Gobernación de Kiev, (act. distrito de Chyhyryn Raión de Cherkasky), Ucrania. - 22 de octubre de 1936, Prisión Lukyanovskaya Kiev) — fue un físico y filósofo soviético, jefe del Departamento de Física Teórica de la Universidad de Kiev. Fue reprimido y fusilado en 1936 por cargos falsos y rehabilitado póstumamente en 1956.

## Biografía

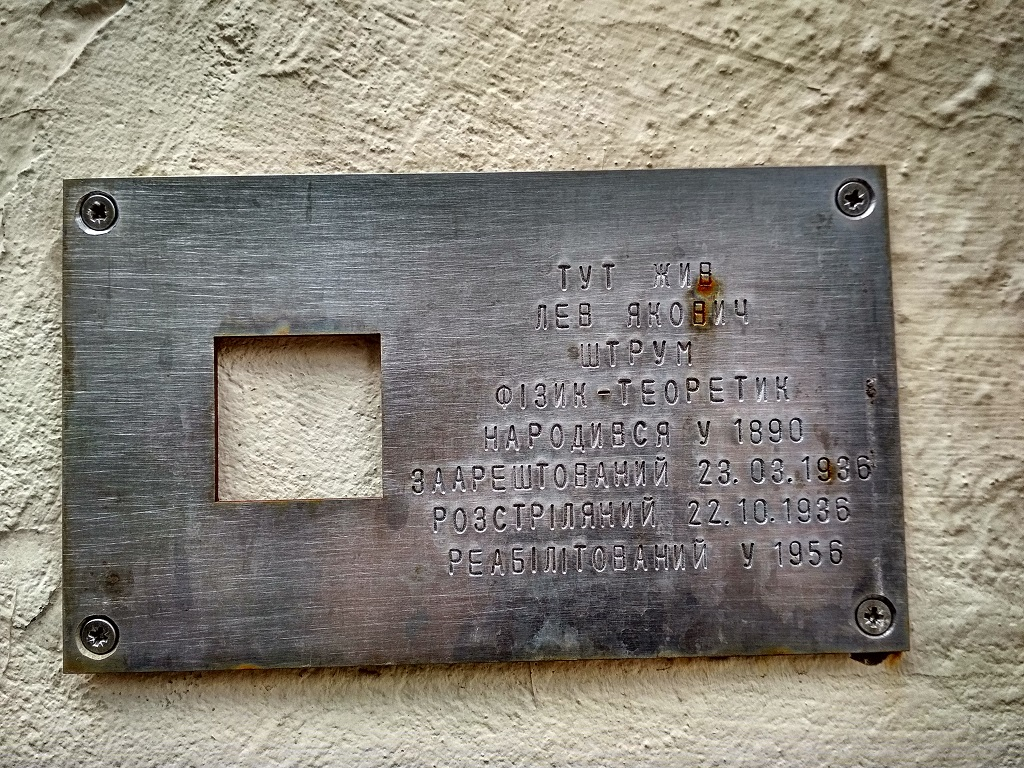
Placa conmemorativa del "Último Discurso" en Kiev, Malopodvalna, 12, en la casa donde vivió Lev Shtrum

Nació en el seno de una familia judía de clase media. Su padre trabajaba como capataz de una fábrica en Cherkasy, su madre era ama de casa. Ya en sus primeros años, dominaba varios idiomas, lo que le permitía ganar dinero para sus estudios traduciendo.
En 1908 se graduó en el gimnasio de Cherkasy con Medalla de oro. En 1914 se graduó en la Universidad de San Petersburgo y en la que también posteriormente defendió su tesis de doctorado "Teoría Matemática de los Rayos X" realizada bajo la supervisión del profesor Ivan Borgman.
Lev Yakovlevich se quedó en la universidad como profesor, sin embargo, cuando I. Borgman  murió en 1914, no pudo sucederle debido a su participación en la manifestación de 1912. Así, Lev Shtrum no pudo conseguir un trabajo en su especialidad en San Petersburgo y se trasladó a Kiev, donde también se graduó en el Instituto Politécnico de Kiev.
En noviembre de 1921 se convirtió en investigador de la Academia Ucraniana de Ciencias. En 1922 comenzó a enseñar en KPI, dirigió un seminario sobre Matemáticas Superiores.
El 23 de marzo de 1936, Lev Shtrum fue arrestado y acusado de participar en la "participación en la conspiración trotskista de K.R.", que supuestamente operaba en la Universidad de Kiev y otras universidades. El 21 de octubre de 1936, en la sesión visitadora del Colegio Militar de la Corte Suprema de la URSS, junto con científicos y profesores (G. N. Lozovik, Mikhail Antonovich Nyrchuk, M. A. Nyrchuk, Nikolai Justinovich Mukhin, B. S. Rappoport-Daryin, un total de 37 personas) fue declarado culpable y sentenciado a la pena de muerte. Fue fusilado la noche del 22 de octubre de 1936 en la prisión de Lukyanovka. A finales de la década de 1930, los artículos del científico fueron destruidos. En 1956 fue rehabilitado póstumamente. La mayor parte del trabajo del científico fue desconocido durante muchos años y fue deliberadamente silenciado
En febrero de 2018, se colocó una placa conmemorativa en su última residencia. En el primer matrimonio hubo un hijo Víctor, en el segundo una hija Elena que vive en Colonia.

## En el arte
Lev Shtrum se convirtió en el prototipo del físico literario Viktor Shtrum, protagonista de las novelas "Vida y destino" y "Por una causa justa" del famoso escritor soviético Vasily Grossman. Como se señaló: "Shtrum era parte de esa verdad intransigente que distingue la prosa tardía de Grossman y que más tarde fue tan temida por la KGB, que detuvo la obra principal del escritor, la novela Vida y destino".

## Artículos científicos
L. Sturm fue autor de más de 50 artículos científicos sobre física, entre los que destacan:
- Штрум Л. К вопросу о предельной скорости в СТО // Второй съезд Российской ассоциации физиков. — 1921. — 15 с.
- Штрум Л. Новейшие результаты опыта Майкельсона и попытка гипотетического объяснения их // Наукові записки Київської дослідної кафедри. — 1923. — C. 107—109.
- Strum L. Über die Abhängigkeit der Intensität der Spektrallinien von Gasdruck // Zeitschrift für Physik. — 1923. — Bd.18. — S.372—378.
- Strum L. Zur Frage nach der Überlichtgeschwindigkeit in der speziellen Relativitätstheorie // Ibid. — 1923. — Bd.20. — S.36—44.
- Штрум Л. Інтенсивність спектральних ліній // Вісті Київського політехнічного інституту, 1923.
- Штрум Л. Про швидкості, більші од швидкості світла, у спеціальній теорії відносності / Л. Я. Штрум // Наукові записки Київської дослідної кафедри. — 1924. — Т. ІІ. — С. 81- 88.
- Штрум Л. Гипотеза для объяснения опыта Майкельсона // Вісті Київського політехнічного інституту, 1924.
- Strum L. Versuch einer Hypothese zur Deutung der letzten Resultate des Michelsonschen Versuches // Zeit-schrift für Physik. — 1924. — Bd.24. — S.20—23.
- Штрум Л. К вопросу об истолковании опыта Майкельсона // Вісті Київського політехнічного інституту. — 1925. — Кн. 1. — С. 5 −6.
- Strum L. Zur Theorie des Strahlungsgleichgewichts // Zeitschrift für Physik. — 1925. — Bd. 31. — S.866—868.
- Strum L. Zur stabilität der Atomkerne // Zeitschrift für Physik. Chemie. — 1926. — Bd. 119. — S. 368—376.
- Strum L. Überlichtgeschwindigkeit und Relativitätstheorie // Physikalische Zeitschrift der Sowjetunion. — 1926. — Bd.27. — S.541—544.
- Штрум Л. Явление Комптона // Успехи физ. наук. — 1926. — Т.6, вып.2. — С.142—166.
- Штрум Л. Фазова швидкість у кінематиці теорії релятивності // Українські фізичні записки. — 1930. — Т. ІІ. — С. 87−90.
- Штрум Л. О зависимости интенсивности спектральных линий от упругости газа // Українські фізичні записки. — С. 15—16.
- Strum L. Die Phasengeschwindigkeit in der Kinematik der Relativitдtstheorie / L. Strum // Z. f. Physik. — 1930. — Bd. 60. — S. 405 −409.
- Штрум Л. (1933). «Леон Иосифович Кордыш [Некролог]». УФН 13: 970-975.